# محمد ظفر خان
برید جنرال محمد ظفر خان (پشتو: ال محمد ظفر خان) (زاده ۱۹۵۳) فرمانده اردوی ملی افغانستان در ولایت اروزگان می‌باشد. وی در ۱۱ سپتامبر ۲۰۱۰ به‌عنوان فرمانده قول اردوی ۲۰۵ اتل، در ولایت اروزگان مقرر شد.
ظفرخان فرزند ستوان حاجی شاه علم، از قوم پشتون است که در سال ۱۹۵۳ در ولسوالی یحیی‌خیل ولایت پکتیکا متولد شد. پدرش او را به کابل منتقل کرد و در حربی شونزای (دانشکده حربی کابل) فرستاد تا او را به عنوان یکـ افسر ارتش آموزش دهد. وی از حربی شونزای فارغ‌التحصیل شد و تحصیلات خود را در حربی پوهنتون (دانشگاه نظامی افغانستان) آغاز کرد. وی برای تحصیلات عالی به بورسیه تحصیلی آکادمی نظامی شوروی در مسکو دست یافت و آموزش عالی خود را در مدت ۶–۷ سال به پایان رساند. در بازگشت از مسکو، او وارد رشته چتربازی افغانستان شد و سپس در دوره کماندوی ضربت ثبت نام کرد.
با اتمام دوره آموزش نظامی در سال ۱۹۷۶، به ظفرخان پست فرماندهی یک تولی (گروهان) در حربی پوهنتون (دانشگاه نظامی افغانستان) پیشنهاد شد و بعداً پست‌های دیگر وی نیز به دنبال وی محول شد. وی همچنین عضو فراکسیون خلق حزب دموکراتیک خلق افغانستان بود.
پست‌های قبل از طالبان:
- فرمانده یگان تولی (گروهان) کابل، ۱۹۷۶
- فرمانده گردان تیپ ۳۷ کماندو کابل، ۱۹۷۹
- فرمانده تولی (گروهان) تیپ ۳۸، زابل ۱۹۷۴
- فرمانده تیپ ۳۸ کوماندو، پکتیکا ۱۹۸۸
- فرمانده و سرتیپ سپاه ۴۰ بگرام، ۱۹۹۰

پست‌های بعد از طالبان:
- برید جنرال تیپ چهارم، قول اردوی ۲۰۵ اتل